# گوگل پلی نیوزاستند
گوگل پلی نیوزاستند (به انگلیسی: Google Play Newsstand) یک گردآورنده اخبار و سرویس دکه روزنامه فروشی دیجیتال توسط گوگل بود. در تاریخ ۸ مه ۲۰۱۸، گوگل درگوگل آی/او اعلام کرد که دکه مطبوعاتی گوگل پلی درحال ترکیب شدن با گوگل نیوز است. این سرویس در نوامبر ۲۰۱۳ از طریق ادغام مجلات گوگل پلی و Google Currents راه اندازی شد، به کاربران امکان می‌دهد در مجله‌ها (در کشورهای منتخب) و خبرهای موضوعی مشترک شوند و شماره‌های جدید و بروزرسانی‌ها را به صورت خودکار دریافت کنند. مطالب برای خواندن در یک بخش اختصاصی دکه مطبوعاتی در وب سایت گوگل پلی یا از طریق برنامه‌های تلفن همراه برای اندروید و آی‌اواس ارائه شده. بارگیری و خواندن آفلاین در برنامه‌های تلفن همراه پشتیبانی می‌شود.
برای ناشران، گوگل ابزارهای مختلفی را برای شخصی‌سازی و بهینه‌سازی محتوای آنها و همچنین گزینه ای برای درج تبلیغات با استفاده از گوگل ادوردز را ارائه می‌دهد. ناشران می‌توانند دسترسی جغرافیایی را به محتوای خود محدود کنند و از گوگل آنالیتیکس برای داده‌های جمع خوانندگان استفاده کنند. اگر کاربری قبلاً مشترک سیستم عامل دیگری مانند چاپ یا دیجیتال باشد، ناشران می‌توانند تخفیف‌هایی را برای اشتراک‌های گوگل پلی ارائه دهند.

## سکوها
در رایانه‌ها، محتوا را می‌توان در بخش اختصاصی دکه مطبوعاتی گوگل پلی در وب سایت گوگل پلی خواند.
در تلفن‌های هوشمند و رایانه‌های لوحی، محتوا را می‌توان در برنامه تلفن همراه دکه مطبوعاتی برای سیستم عامل‌های اندروید و آی‌اواس خواند.
بارگیری و خواندن آفلاین در برنامه‌های تلفن همراه پشتیبانی می‌شود.

## دسترسی جغرافیایی

در دسترس بودن دکه مطبوعاتی گوگل پلی

سرویس اصلی دکه مطبوعاتی، با خوراک‌های موضعی، در سراسر جهان در دسترس است. محتوای دکه مطبوعاتی پولی در بیش از ۳۵ کشور جهان در دسترس است. لیست کامل کشورها شامل: آرژانتین، استرالیا، اتریش، بحرین، بلژیک، برزیل، کانادا، شیلی، کلمبیا، مصر، فرانسه، آلمان، هند، اندونزی، ایرلند، ایتالیا، ژاپن، اردن، کویت، لبنان، مالزی، مکزیک، هلند، عمان، پرو، فیلیپین، لهستان، قطر، روسیه، عربستان سعودی، اسپانیا، تایوان، تایلند، ترکیه، اوکراین، امارات متحده عربی، انگلستان و ایالات متحده.